# Mario Beretta (cestista)
Mario Beretta (Bergamo, 6 giugno 1955) è un ex cestista italiano.

## Carriera
Ha giocato come ala in Serie A con le maglie di Cantù, Gorizia, Pallacanestro Milano e Desio.

## Palmarès
- Coppa Intercontinentale: 1

Cantù: 1975
- Coppa Korać: 3

Cantù: 1973, 1973-74, 1974-75
- Campionato italiano: 2

Cantù: 1974-75